# Na de wedstrijden
Na de wedstrijden was een praatprogramma van televisiezender Tien uit 2007 gepresenteerd door Humberto Tan.

## Geschiedenis
Na de wedstrijden was een tijdelijk praatprogramma tijdens het Europees kampioenschap voetbal onder 21.
In dit programma werd onder meer gepraat met de vaste gasten (Jan van Halst en Frits Barend) over de afgelopen wedstrijden en aankomende wedstrijden.